# Jauhienija Zielankowa
Jauhienija Mikałajeuna Zielankowa (biał. Яўгенія Мікалаеўна Зелянкова, ros. Евгения Николаевна Зеленкова, Jewgienija Nikołajewna Zielenkowa; ur. 11 czerwca 1948 we wsi Cepra) – białoruska lekarz i polityk, w latach 1997–2000 członkini Rady Republiki Zgromadzenia Narodowego Republiki Białorusi I kadencji.

## Życiorys
Urodziła się 11 czerwca 1948 roku we wsi Cepra, w rejonie kleckim obwodu baranowickiego Białoruskiej SRR, ZSRR. W 1975 roku ukończyła Witebską Państwową Akademię Medyczną, uzyskując wykształcenie lekarza. W 1968 roku pracowała jako laborantka na tej samej uczelni. W latach 1977–1981 była ordynatorką oddziału dziecięcego w szpitalu Mohylewskiego Zjednoczenia Produkcyjnego „Chimwołokno”. W latach 1981–1983 pełniła funkcję zastępczyni lekarza naczelnego szpitala Zakładów im. Kujbyszewa w Mohylewie (1981–1983). Od 1983 roku pracowała jako zastępczyni lekarza naczelnego szpitala Mohylewskiego Zjednoczenia Produkcyjnego „Chimwołokno”.
13 stycznia 1997 roku została członkinią nowo utworzonej Rady Republiki Zgromadzenia Narodowego Republiki Białorusi I kadencji. Pełniła w niej funkcję członkini Komisji ds. Socjalnych. Jej kadencja w Radzie Republiki zakończyła się 19 grudnia 2000 roku.

## Życie prywatne
Jauhienija Zielankowa jest mężatką.